# Cerritos (Silao)
Cerritos es una localidad del estado mexicano de Guanajuato. Es parte del municipio de Silao de la Victoria.

## Demografía
| Gráfica de evolución demográfica |
|                                  |

| Censo | Población |
| ----- | --------- |
| 1900  | 261       |
| 1910  | 369       |
| 1921  | 204       |
| 1930  | 144       |
| 1940  | 177       |
| 1950  | 402       |
| 1960  | 356       |
| 1970  | 640       |
| 1980  | 394       |
| 1990  | 666       |
| 2000  | 763       |
| 2010  | 914       |
| 2020  | 1 264     |